# Karl Egli
Karl Egli (Tettnang, 23 juli 1865 - Zürich, 11 juni 1925) was een Zwitsers militair, docent, uitgever en boekhandelaar. In 1916 kwam hij in opspraak door de kolonelsaffaire.

## Biografie
Karl Egli was een zoon van Heinrich Egli. Hij was tweemaal getrouwd, een eerste maal met Maria Schär en een tweede maal met Anna Maria Klein. Nadat hij aanvankelijk in de leer was gegaan in een boekenwinkel, was hij van 1892 tot 1902 officier-instructeur bij het Zwitserse leger. Vervolgens was hij van 1903 tot 1905 docent aan de centrale federale militaire school in Thun. Hij liet er zich al gauw opmerken door zijn lessen en publicaties. Vanaf 1905 stond hij aan de leiding van de sectie geografie van de Zwitserse generale staf.
Bij het uitbreken van de kolonelsaffaire in 1916 werd hij samen met Friedrich Moritz von Wattenwyl ontzet uit zijn functies nadat hij geheime informatie had doorgespeeld aan Duitsland en Oostenrijk-Hongarije. Van 1916 tot 1918 doceerde hij militaire wetenschappen aan de Universiteit van Bazel. Vervolgens ging hij in Zürich aan de slag als uitgever en boekhandelaar.
- Gemeinsame Normdatei: 103205851X
- Historisch woordenboek van Zwitserland: 023631
- International Standard Name Identifier: 0000 0001 1656 0801
- Library of Congress Control Number: nr96020689
- Nationale Bibliotheek van Israël: 987007291015105171
- Nationale Bibliotheek van Polen: a0000002194604
- Nederlandse Thesaurus van Auteursnamen: 265775035
- Système universitaire de documentation: 106036270
- Virtual International Authority File: 61926422
- WorldCat: E39PBJfCCdyr4rKKCdrgT9PG73